# Ходімі Джамолак
Ходімі Джамолак (Чамолак) (1872—1942, справжнє ім'я Бібісолеха Кобілходжаєва, від тадж. «ходим» «ходимо» — громадська діячка, активістка; «Чамолак» — вид плетіння кісок у дівчаток) — учасниця Центральноазійського повстання 1916 року в Худжанді, відомого також як «Повстання Ходімі Джамолак».

## Хід повстання
Повстання почалося 4 липня 1916 року в Худжанді і поширилося на більшу частину Туркестанського генерал-губернаторства і Степового краю Російської імперії.
Приводом є указ Миколи II «Про залучення чоловічого інородчого населення для роботи з улаштування оборонних споруд і військових споруд у районі діючих армій» від 25 червня 1916 р.. За указом, з Худжанда повинні були бути мобілізовані 2978 робітників, що викликало серед жителів міста різке невдоволення, що вилилося в народне повстання.
Ходімі Джамолак, дружина бідного ремісника, була відомою жінкою у своєму кварталі та авторитетом серед жінок сусідніх кварталів горда; вона очолювала всі громадсько-святкові заходи. Єдиний син, якого після смерті чоловіка Ходімі Джамолак виростила сама, потрапив до списку робітників, що мобілізуються. Побоюючись втратити сина-годувальника, Ходімі Джамолак звернулася до представників колоніальної адміністрації з проханням залишити їй сина, але отримала відмову.
Вранці 4 липня жителі кількох кварталів (Сарибаланді, Гузарі Охун, Козі Луччакон) зібралися біля будівлі повітового начальника Худжандл Ходімі Джамолак приєдналася до них. Збуджений натовп, серед якого було багато жінок і дітей, вимагав показати та знищити мобілізаційні списки. Повітовий начальник полковник М. Б. Рубах втік до порома на р. Сирдар'я.
Поліцейські не справлялися з натиском натовпу, і за наказом помічника начальника повіту, підполковника В. Арцишевського, поліцейські і солдати варти, що підійшли до них, стали розганяти людей, застосовуючи силу.
Коли натовп здригнувся, Ходімі Джамолак виступила уперед, і, звернувшись до натовпу, закликала не відступати. Вона накинулася на найближчого поліцейського, вдарила його і відібрала шашку, чим надихнула натовп.
Сутички з поліцією, що почалися, переросли в повстання. Солдати гарнізону почали розстрілювати повсталих зі стіни Худжандської фортеці, і повстання було придушене.
Ходімі Джамолак померла 1942 року.

## Пам'ять
Ім'ям Ходімі Джамолак названо провулок у Худжанді. У 1986 році в центрі Худжанда було встановлено бюст Ходімі Джамолак.
В історичному музеї Согдійської області їй присвячено частину експозиції.
У 2015 році було знято відеорепортаж для Радіо Озоді таджицькою мовою під назвою «Повстання таджицької жінки проти царської Росії».

### У літературі
Образ Ходімі Джамолак описаний у циклі оповідань таджицького письменника Рахіма Джаліля, та у його романі «Пулат і Гульру».
У книзі Б. Ісмаїлової «Жінка і політика», опублікованій у м. Худжанд у 2013 році, Ходімі Чамолак названа «сміливою жінкою, яка стала в перші ряди борців проти колоніальної системи Росії у 1916 році».